# 카민
카민(Karmin)은 미국 보스턴 출신 혼성 음악 듀오로, 에이미 누넌(Amy Noonan)과 닉 누넌(Nick Noonan)으로 이루어져 있다. 그룹명은 '노래'를 뜻하는 라틴어 단어 "카르멘" (Carmen)과 '업'을 뜻하는 영어 단어 "카르마" (Karma)를 혼성해 지었다.
"Look At Me Now", "Super Bass", "Party Rock Anthem" 등 유명곡들을 커버하는 것으로 이름을 알렸다. 2012년 5월, 데뷔 EP Hello를 발매했으며 2014년 3월 25일, 데뷔 앨범 Pulses를 발매했다.
에이미와 닉은 버클리 음악 대학 동문으로 대학에서 만나 2005년 9월부터 교제를 했다. 둘은 2008년 대학을 졸업했으며, 2016년 3월 결혼식을 올렸다.
2017년, 에이미가 퀸 허비라는 이름으로 솔로 프로젝트에 집중하면서 듀오 활동은 중단되었다.

## 구성원
| 이름        | 소개                                                                                                 |
| ----------- | --- |
| 에이미 누넌 | - 생년월일 : 1986년 4월 29일(38세) - 본명: 에이미 하이드먼 (Amy Heidemann) - 학력 : 버클리 음악 대학 |
| 닉 누넌     | - 생년월일 : 1986년 4월 27일(38세) - 학력 : 버클리 음악 대학                                         |

## 음반 목록
- Inside Out (EP) (2010)
- The Winslow Sessions (EP) (2011)
- Karmin Covers, Volume 1 (2011)
- Hello (EP) (2012)
- Pulses (2014)
- Leo Rising (2016)